# Robin Frijns
 (septembre 2012).
Si vous disposez d'ouvrages ou d'articles de référence ou si vous connaissez des sites web de qualité traitant du thème abordé ici, merci de compléter l'article en donnant les références utiles à sa vérifiabilité et en les liant à la section « Notes et références ».
Robin Frijns, né le 7 août 1991 à Maastricht, est un pilote automobile néerlandais. Il est titulaire en championnat du monde de Formule E depuis 2015, d'abord chez Andretti Autosport entre 2015 et 2017 puis chez Envision Virgin Racing depuis 2018.

## Carrière

### Débuts en karting
Frijns a participé à de nombreuses courses de karting en Belgique et en France. En 2008, il se classe troisième dans le championnat européen de KF2 et second dans le championnat français.

### 2009-2010: Formule BMW
Frijns commence sa carrière en monoplace en 2009 dans le championnat de Formule BMW Europe dans l'équipe Josef Kaufmann Racing.  Meilleur rookie, il termine le championnat à la troisième place, avec en point d'orgue une victoire à Silverstone et six podiums. Il remporte le championnat l'année suivante, grâce notamment à six victoires et treize podiums au total.

### 2010-2013: Formule Renault
En 2011, il évolue en Eurocup Formula Renault 2.0, toujours au sein de la structure Josef Kaufmann Racing. Il monte sur le podium à neuf reprises, dont cinq fois sur la plus haute marche. Il remporte le championnat dès sa première saison.
En 2012, il monte dans la catégorie Formula Renault 3.5 sous les couleurs du Fortec Motorsport. De nouveau, il remporte le championnat dès sa première saison après avoir éjecté Jules Bianchi de la piste lors de l'ultime course de la saison alors que quelques points seulement les séparaient.

### 2013-2014: Pilote d'essais chez Sauber en Formule 1
Après son titre en Formule Renault 3.5, il est embauché en tant que troisième pilote chez Sauber. Néanmoins, comme cette écurie ne dispose pas de simulateur, son travail au sein de l'équipe ne se limite qu'aux essais pour jeunes pilotes de Silverstone en juillet 2013. En septembre 2013, il annonce que Sauber ne le retient pas dans son poste.
En 2014, il est troisième pilote chez Caterham.

### Depuis 2015: Titulaire en Formule E
En 2015, il signe avec Andretti Autosport, en Formule E. Il termine son premier ePrix à la 10e position, marquant ainsi son premier point dans cette catégorie. Dès la deuxième manche, à Putrajaya, il connait son premier podium, y obtenant une troisième place.
À l'aube de la saison 2018-2019 il signe chez Envision Virgin Envision Virgin Racing avec Sam Bird comme coéquipier.
Il finira 4e du championnat 2018-2019 avec 106 points 2 victoires et 3 podiums et 12e du championnat 2019-2020 avec 58 points et 2 podiums.

## Résultats en sport automobile
| Saison    | Écurie                        | Moteur                | Pneus    | Courses disputées | Victoires | Podiums | Pole positions | Meilleurs tours | Dans les points | Abandons | Points inscrits | Classement |
| --------- | ----------------------------- | --------------------- | -------- | ----------------- | --------- | ------- | -------------- | --------------- | --------------- | -------- | --------------- | ---------- |
| 2015-2016 | Amlin Andretti Formula E Team | Spark-Renault SRT 01E | Michelin | 10                | 0         | 1       | 0              | 0               | 7               | 2        | 45              | 12e        |
| 2016-2017 | MS Amlin Andretti             | Andretti ATEC-02      | Michelin | 12                | 0         | 0       | 0              | 0               | 5               | 0        | 24              | 13e        |
| 2018-2019 | Envision Virgin Racing        | Audi e-Tron FE05      | Michelin | 13                | 2         | 4       | 0              | 1               | 6               | 2        | 106             | 4e         |
| 2019-2020 | Envision Virgin Racing        | Audi e-tron FE06      | Michelin | 11                | 0         | 2       | 0              | 0               | 4               | 3        | 58              | 12e        |
| 2020-2021 | Envision Virgin Racing        | Audi e-Tron FE07      | Michelin | 15                | 0         | 2       | 1              | 2               | 7               | 0        | 89              | 5e         |
| 2021-2022 | Envision Racing               | Audi e-Tron FE07      | Michelin | 16                | 0         | 0       | 2              | 4               | 11              | 0        | 126             | 7e         |
| 2023-2024 | Envision Racing               | Jaguar I-Type 6       | Hankook  | 14                | 0         | 0       | 1              | 3               | 7               | 3        | 66              | 9e         |

### DTM
En 2018, il fait ses débuts dans la discipline en remplaçant Mattias Ekström qui a quitté le DTM pour se focaliser sur le Championnat du monde de rallycross avec son écurie. Il restera 3 saisons avec Audi, effectuera 56 courses, 3 victoires et 18 podiums.
| Saison | Ecurie                  | Voiture            | Courses | Victoires | Podiums | Points | Pos |
| ------ | ----------------------- | ------------------ | ------- | --------- | ------- | ------ | --- |
| 2018   | Audi ABT Sportline Team | Audi RS5 DTM       | 20      | 0         | 2       | 84     | 13e |
| 2019   | Audi ABTSportline Team  | Audi RS5 Turbo DTM | 18      | 0         | 5       | 157    | 5e  |
| 2020   | Audi ABTSportline Team  | Audi RS5 Turbo DTM | 18      | 3         | 11      | 279    | 3e  |